# 旧大湊要港部会議所

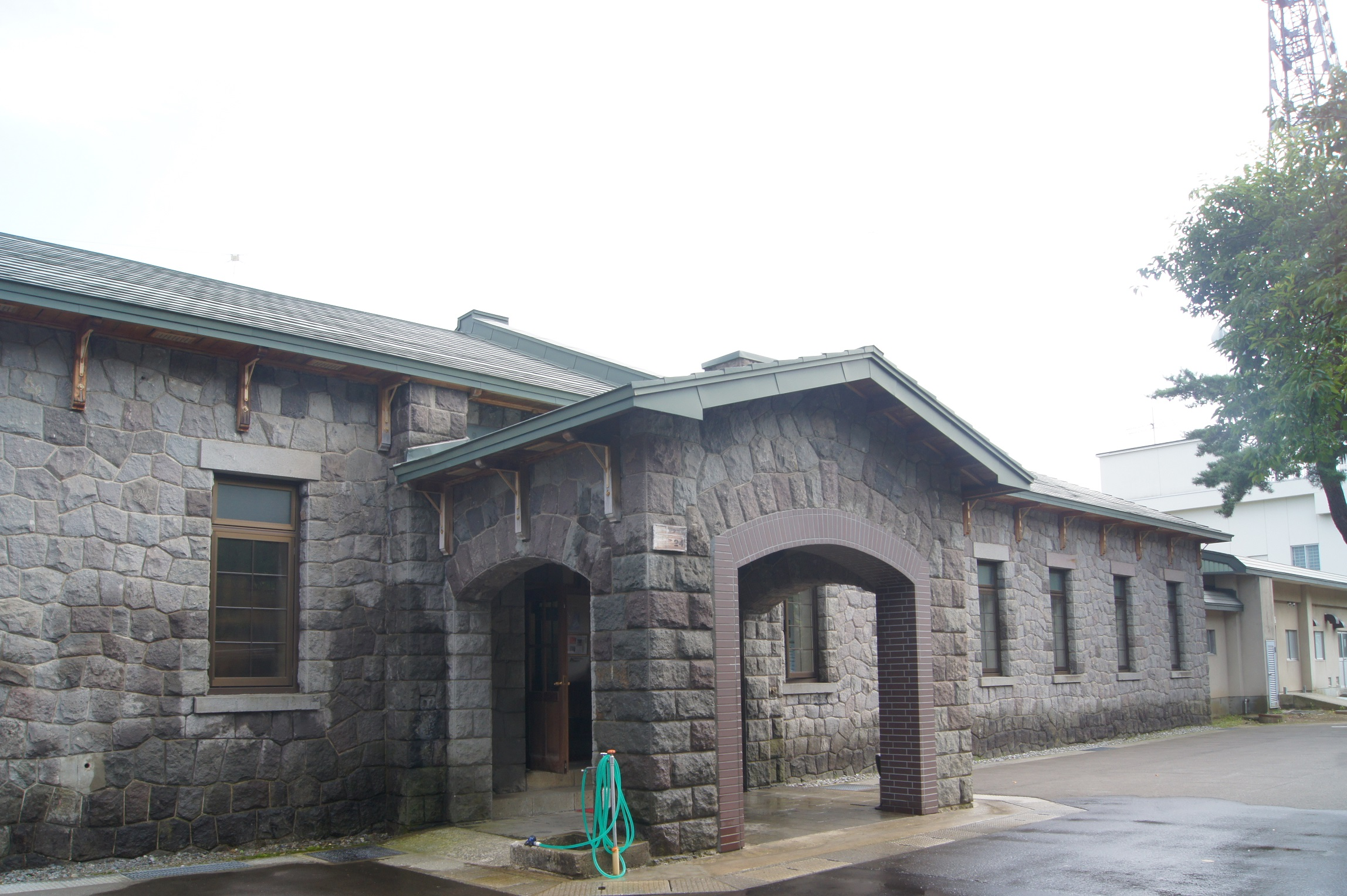
入り口付近

旧大湊要港部会議所（旧大湊水交支社）（きゅうおおみなとようこうぶかいぎしょ）は、1915年（大正5年）に、旧海軍大湊要港部の海軍士官の集会所・社交場として、青森県大湊村（現：むつ市）に建設されたもので、太平洋戦争後は一時期進駐軍の施設となったが、1953年（昭和28年）海上自衛隊大湊地方隊の発足により、大湊地方総監部や通信隊の庁舎として使用され、1981年（昭和56年）より海上自衛隊展示資料館として保存・一般公開されている。

## 概要
1915年（大正5年）に建設された当館は、背後にそびえる釜臥山から切り出された安山岩を用いた石造平屋建てで、建物中央に玄関ポーチを配置した左右対称型となっており、不整型の石を積み上げた乱積の外壁が印象的な建物である。1906年（明治40年）に建てられた元の建物が1913年（大正3年）12月に焼失したことにより建設されたものである。
当館は、太平洋戦争終結により進駐してきた連合軍の施設となったが、1953年（昭和28年）海上自衛隊大湊地方隊の発足により、大湊地方総監部や通信隊の庁舎として使用され、1981年（昭和56年）からは海上自衛隊展示資料館「北洋館」として保存されるとともに大湊水雷団の開設から大湊地方隊までの史料等が一般展示されている。間取りは展示施設として大幅に改装されているが、天井や外観はほぼ建設当初のまま保存されている。特に、外壁の組積造については、全国で現存する多くの石造建築で用いられている横目違が通った布積ではなく、乱積となっているところが特徴的で、付近には旧海軍石造宿舎「金剛寮」（現：むつ市文化財収蔵庫）も同様の組積造の建築物として残っている。

## 建築概要
- 設計 – 不明（海軍で設計したものと思われる）
- 竣工 - 1915年（大正5年）
- 構造・規模 – 石造平屋建て切妻屋根鉄板葺き
- 所在地 - 〒035-0093  青森県むつ市大湊町3-41（海上自衛隊大湊地方総監部内）
- 備考 – 1979年（昭和54年） 日本建築学会から大正昭和期の名建築（全国620件）のひとつに選ばれている

## 交通アクセス
- 大湊線 大湊駅からバスで10分、宇田下車、徒歩3分